# Aleksander Grotowski
Aleksander Grotowski, częściej: Olek Grotowski (ur. 7 września 1952 w Gdyni) – kompozytor i wykonawca wierszy Andrzeja Waligórskiego oraz tekstów Artura Andrusa. Związany z wrocławskim środowiskiem kabaretowym i tamtejszym Studiem 202.

## Życiorys
Początkowo wykonywał utwory Waligórskiego solo (nagroda na Bazunie, na krakowskim cyklicznym Spotkaniu z Piosenką Turystyczną). Po pewnym czasie zaczął występować w duecie z Małgorzatą Zwierzchowską. Na wydanych płytach i kasetach śpiewa wspólnie ze Zwierzchowską.
Olek Grotowski niejednokrotnie tworzył także z zespołem Bez Jacka, jako gitarzysta i basista.
Wiele z wykonywanych przez niego utworów kwestionowała cenzura, okresowo był obejmowany zakazem występowania. Od 1981 roku członek „Solidarności” muzyków rozrywkowych. W tym samym roku ukazały się jego kasety z Przeglądu Piosenki Prawdziwej pod tytułem „Zakazane piosenki”. W stanie wojennym został zmuszony do zwolnienia się ze stanowiska instruktora w Wojewódzkim Domu Kultury w Sieradzu, gdzie wówczas mieszkał. Działacz opozycji. Decyzją Ministerstwa Kultury i Sztuki zakazano mu przystąpienia do egzaminu estradowego. W latach 1984–1988 członek Stowarzyszenia Twórców Kultury w Łodzi. W 1986 roku po wiecu na Politechnice Łódzkiej, w związku z rozwiązaniem Radia „Żak”, miał zakaz wyjazdu do krajów zachodnich przez dwa lata i zakaz występu na YAPIE '86. Był namawiany do współpracy ze Służbą Bezpieczeństwa.
Rozwiedziony, ma córkę – Aleksandrę Grotowską. Obecnie mieszka w Gdańsku.

## Dyskografia
- Olek Grotowski Małgorzata Zwierzchowska – Zachwycenie 1991 (MC), 2004 (CD)
- Olek Grotowski Małgorzata Zwierzchowska – Export-import. Ballady Andrzeja Waligórskiego 1991 (MC), 2004 (CD)
- Olek Grotowski Małgosia Zwierzchowska – Wampirek 1993 (MC), 2006 (CD)
- Olek Grotowski – Wybór 1994 (MC), 2013 (CD)
- Olek Grotowski Małgorzata Zwierzchowska – Transatlantyki 1996 (MC), 2013 (CD)
- Olek Grotowski Małgorzata Zwierzchowska – Największe hity 1997 (MC/CD)
- Olek Grotowski Małgorzata Zwierzchowska – Uśmiech Giocondy 2000 (MC/CD)
- Olek Grotowski Małgorzata Zwierzchowska – Moment (2003) (CD)
- Małgosia Zwierzchowska i Olek Grotowski – Kociopiryna (2013) (CD)